# Papa Gregori XIV
Gregori XIV (1535 - 1591) és el nom de Papa de Niccolò Sfondrati, escollit el 1590. Va participar com a bisbe en les reunions del Concili de Trento.
El seu pontificat destaca per la intervenció en les guerres franceses (en suport dels espanyols i amb la confirmació de l'excomunió d'Enric IV de França), l'admiració que sentí per Felip Neri (a qui intentà debades convertir en cardenal) i el seu afany per alliberar esclaus.
En el conclave hi hagué la influència del rei Felip II d'Espanya, qui proposava set candidats a l'elecció.